# 潮揭丰
潮揭丰是广东潮汕地区三个县的合称，即潮安区（历史上的潮安县）、揭阳县、丰顺县。

## 国民政府时期
1932年，中华民国国民政府，在广东省东部地区设置了“东区绥靖委员公署”，其中包括潮揭丰、潮普惠、海平澳、海陆丰等分区。
抗日战争期间，潮汕平原各县先后沦陷，丰顺县遂成为潮汕地区抗战的重要战略后方。1937年12月25日，国民政府广东省第五行政督察区（即潮汕地区）行政驻所，就设在今丰顺县境内。
1948年初，中华民国政府在汤坑市设潮揭丰分区“清剿”指挥所，在潮安、揭阳、丰顺边建立联防办事处。

## 中共潮揭丰边县委时期
1939年7月下旬，中共潮汕中心县委撤销了潮安县委，成立潮揭丰边县委，隶属闽西南潮梅特委领导，书记林美南。1940年12月，中共潮梅临时特委成立，于是撤销了潮揭丰、潮普惠等边区县委。
1948年2月下旬，又成立了潮汕人民抗征队潮揭丰边独立大队。